# Аллограф
А́ллограф (от греч. άλλος — другой и греч. γράφω — пишу; дословно другое письмо) — написание, отличающееся от принимаемого за эталон (стандартного для данной письменности или данного лица) графического написания.
В письменности термин аллограф означает любой глиф, который считается вариантом другого глифа и соответствует одной графеме. Для алфавитного письма это различные способы написания одной буквы, например, строчная буква «сигма» в греческом письме в начале и середине слов пишется как σ, а на конце как ς. Однако же в письменностях с различием регистров, пары строчных и заглавных разновидностей буквы не считаются аллографами.
В иероглифических письменах разные варианты иероглифа, пример:
| Стандарт | Аллограф |
| -------- | -------- |
| Тайвань  | 戶       |
| Китай    | 户       |
| Япония   | 戸       |

В лингвистике графемой зачастую называется запись фонемы (звука), при этом аллографами называются различные способы записи одной и той же фонемы, обычно в зависимости от позиции в слове. Например, палатализованная «л» может записываться как диграф «ль» (в конце слова и некоторых других случаях) или просто как «л» (перед гласными е, ё, и, ю, я).